# Oenospila sinuata
Oenospila sinuata là một loài bướm đêm trong họ Geometridae.